# Lijst van personen overleden in oktober 2024
Dit is een lijst van bekende personen die zijn overleden in oktober 2024.

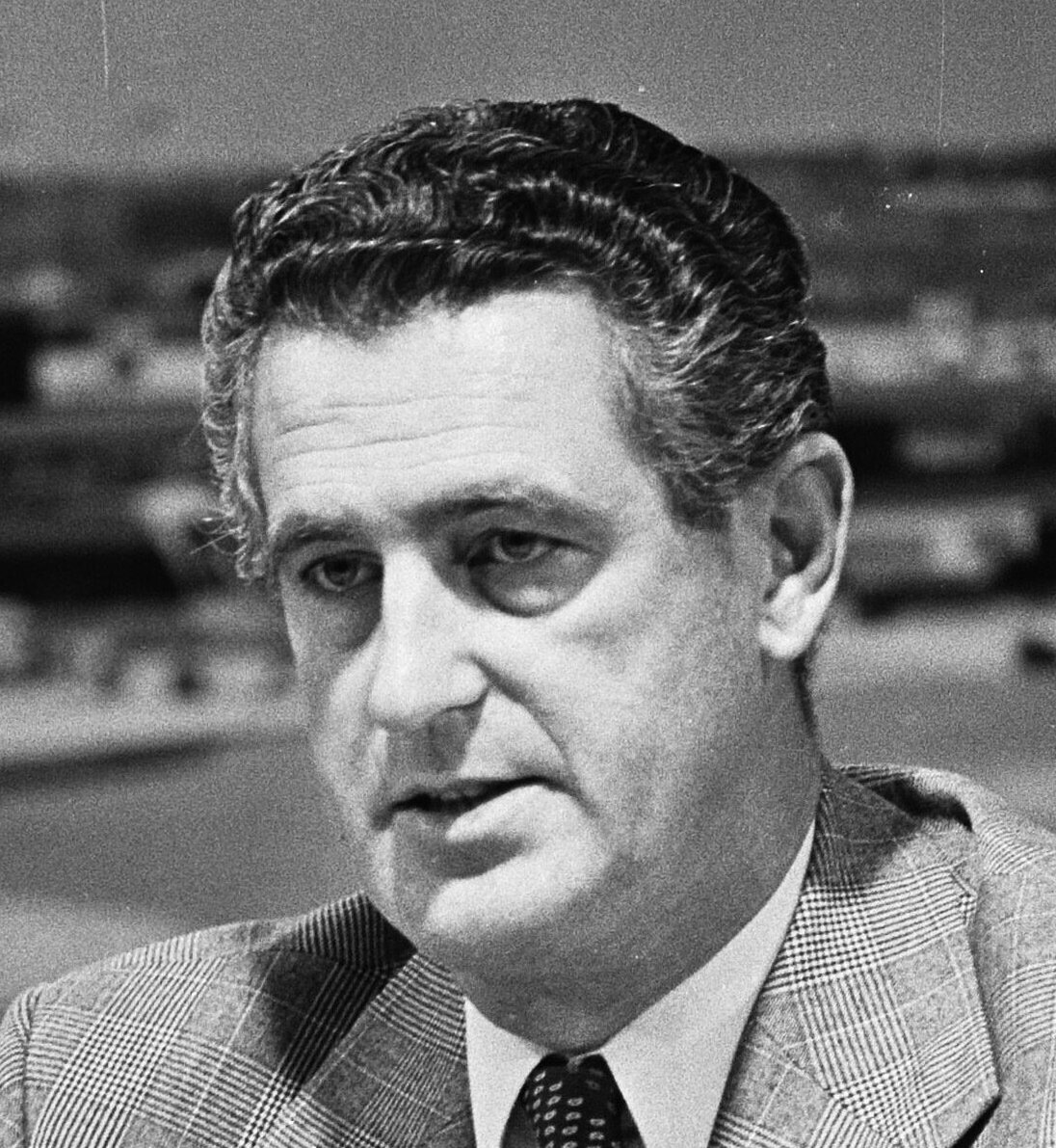
Martin Schröder
2 oktober

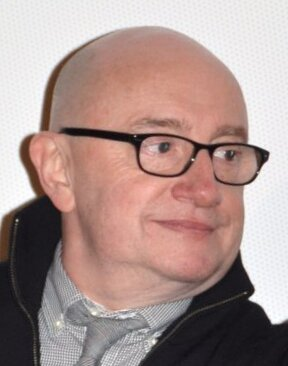
Michel Blanc
3 oktober

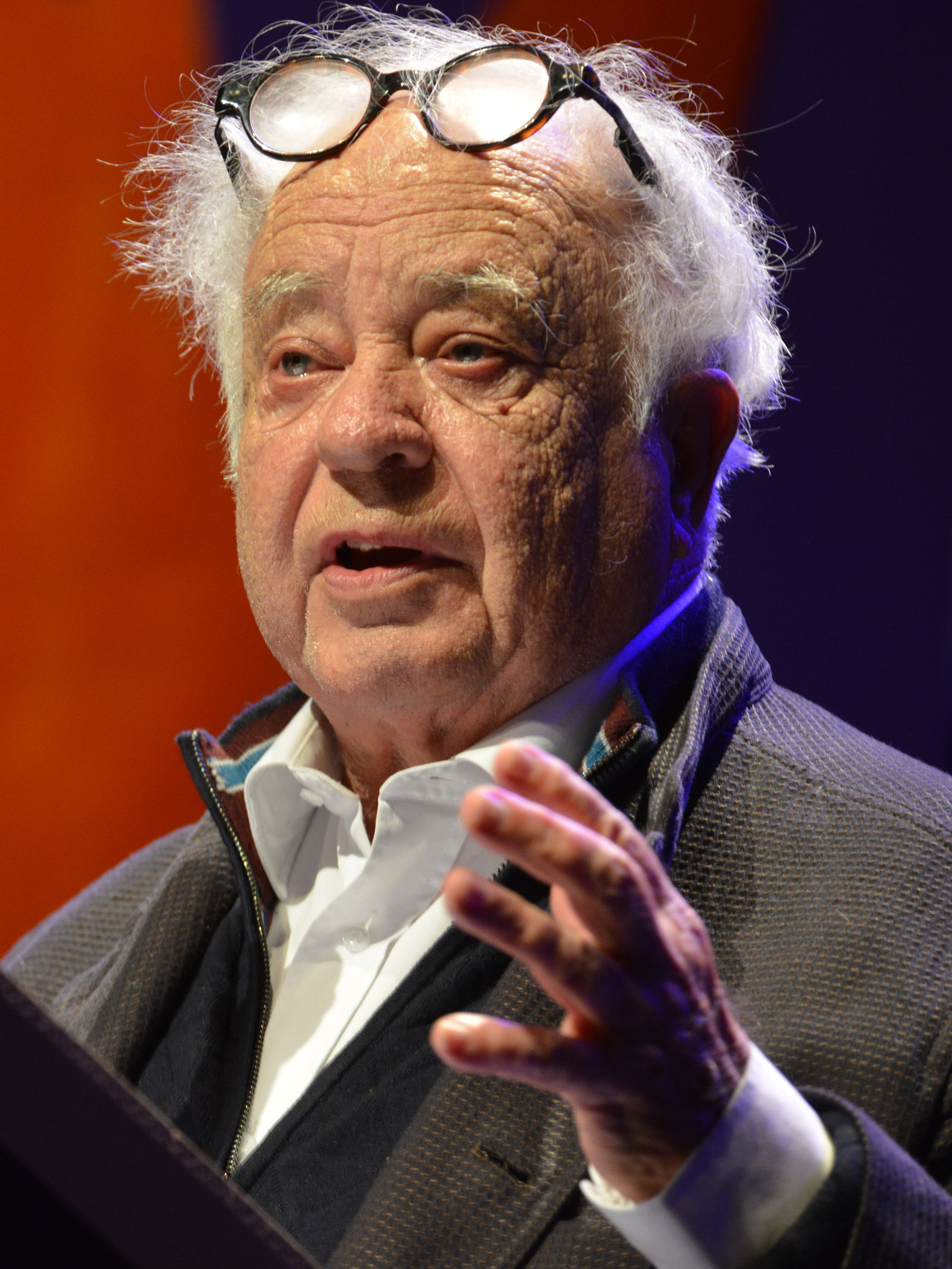
Pierre Christin
3 oktober

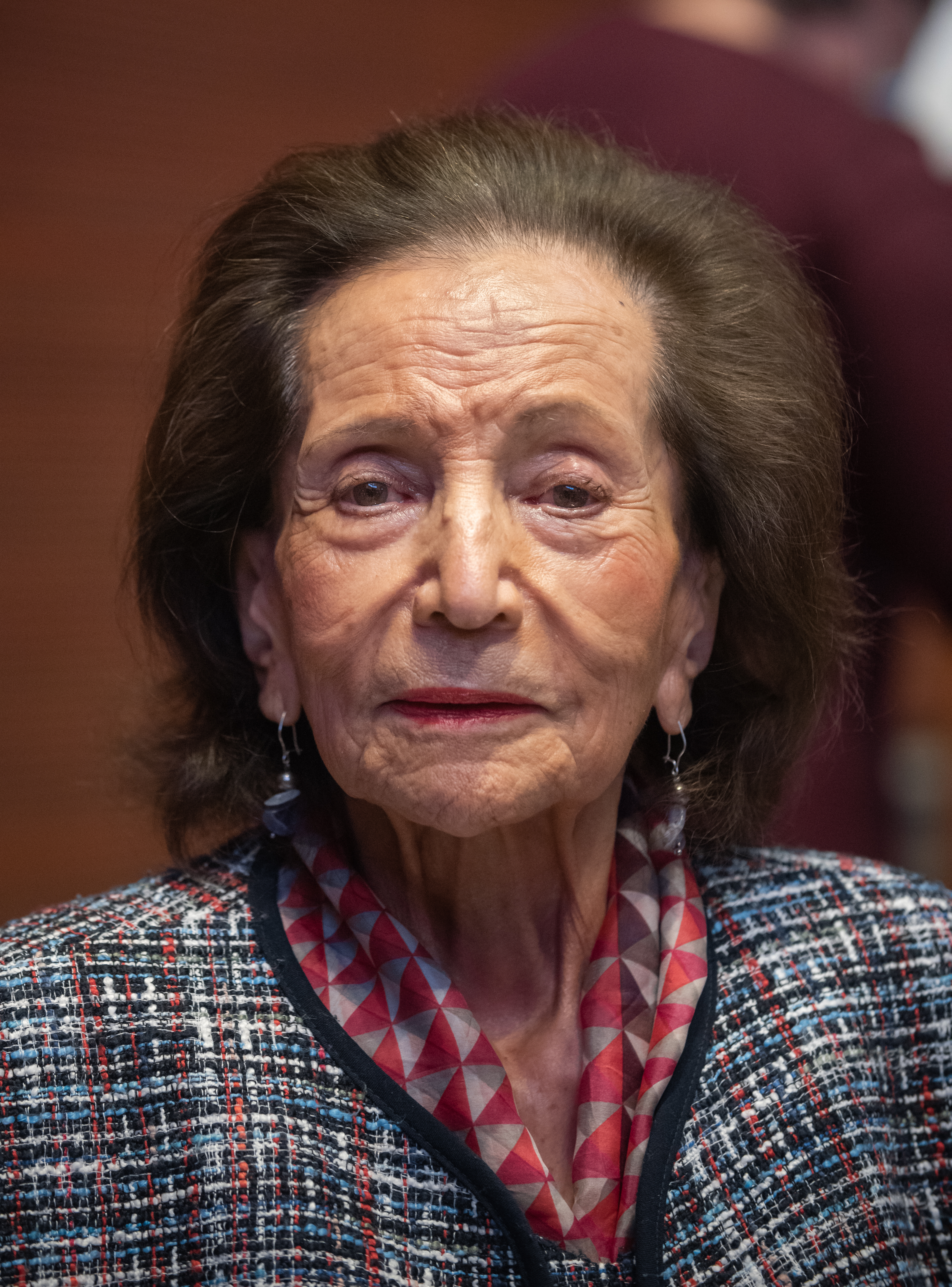
Ifigenia Martínez
5 oktober

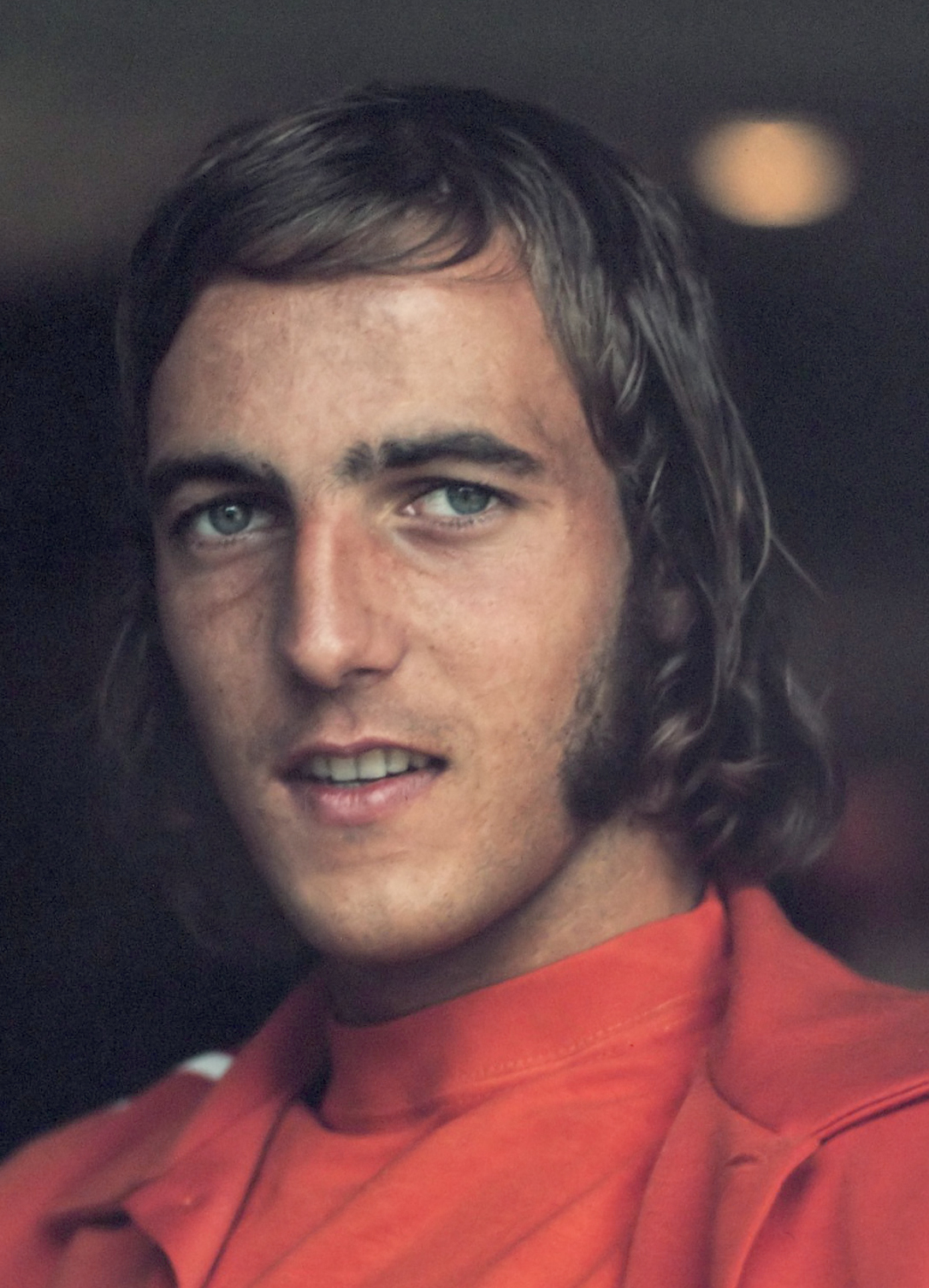
Johan Neeskens
6 oktober

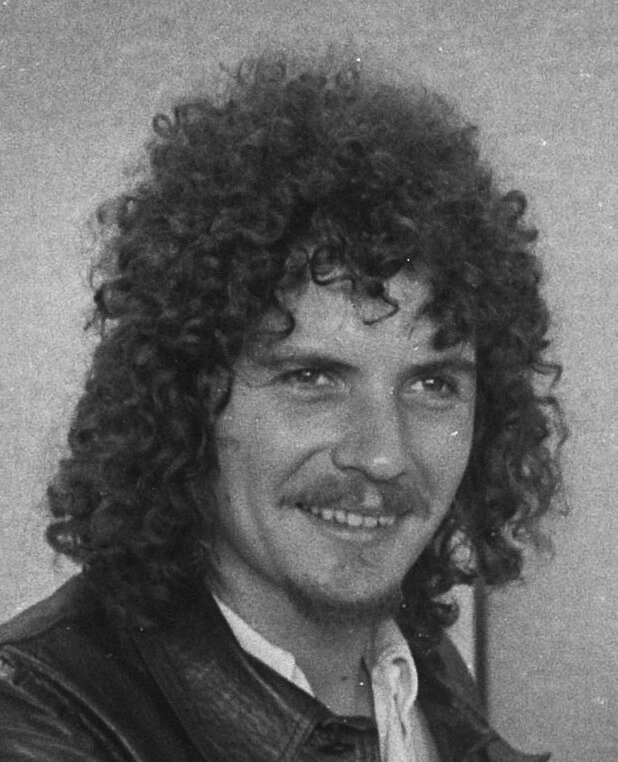
Hans van Hemert
7 oktober

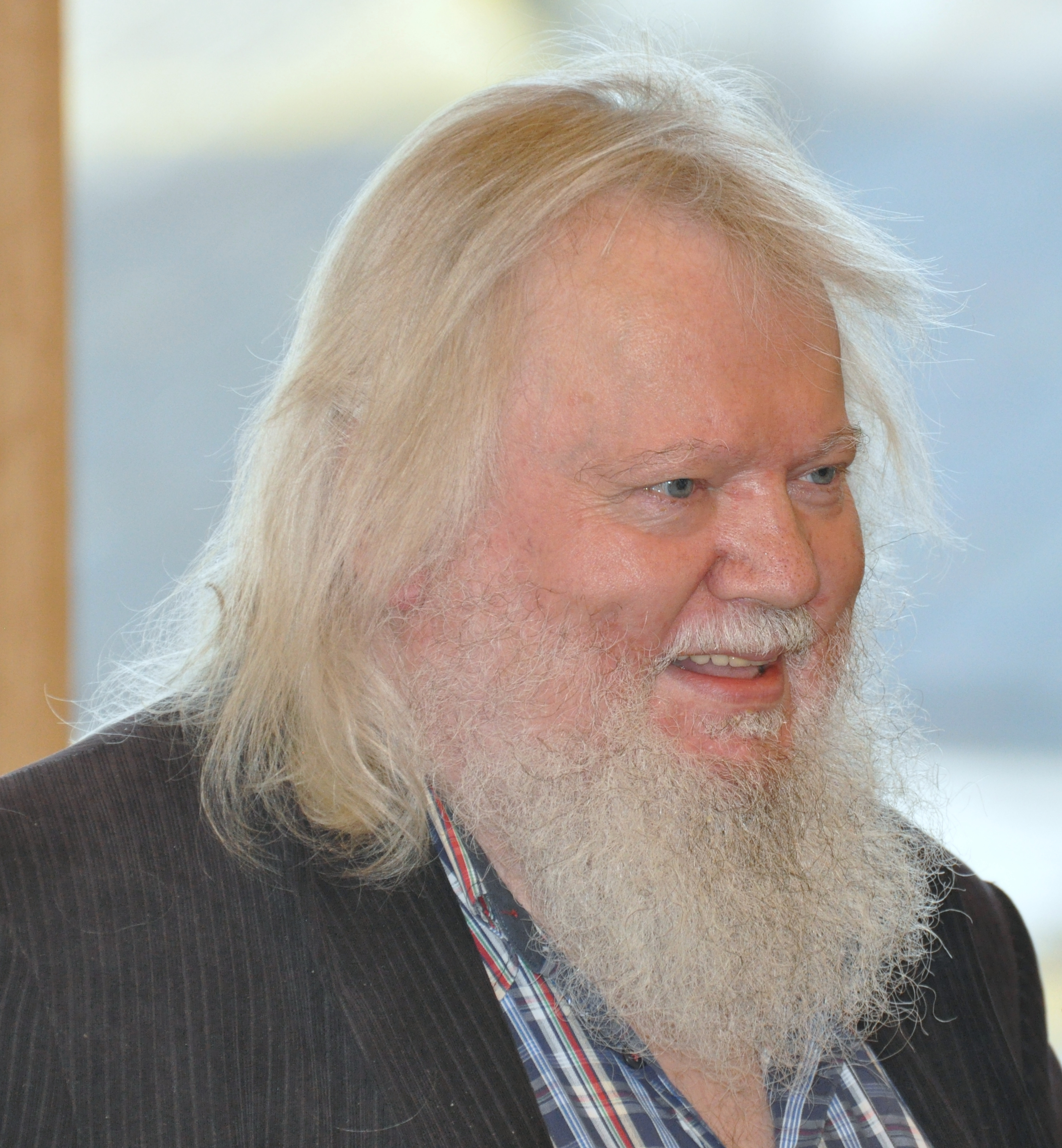
Leif Segerstam
9 oktober

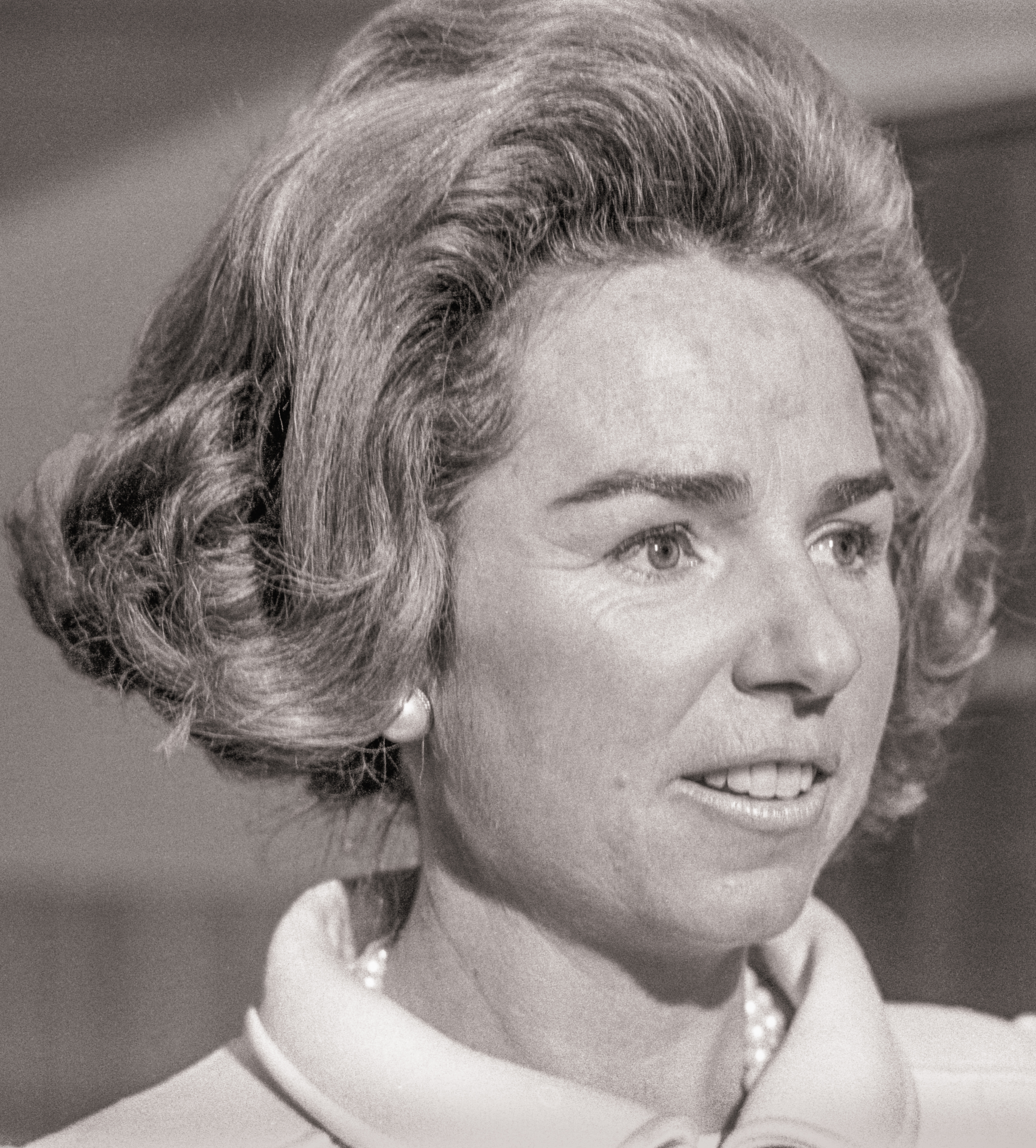
Ethel Kennedy
10 oktober

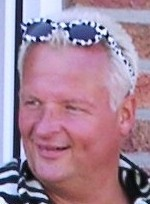
Willi Girmes
14 oktober

Liam Payne
16 oktober

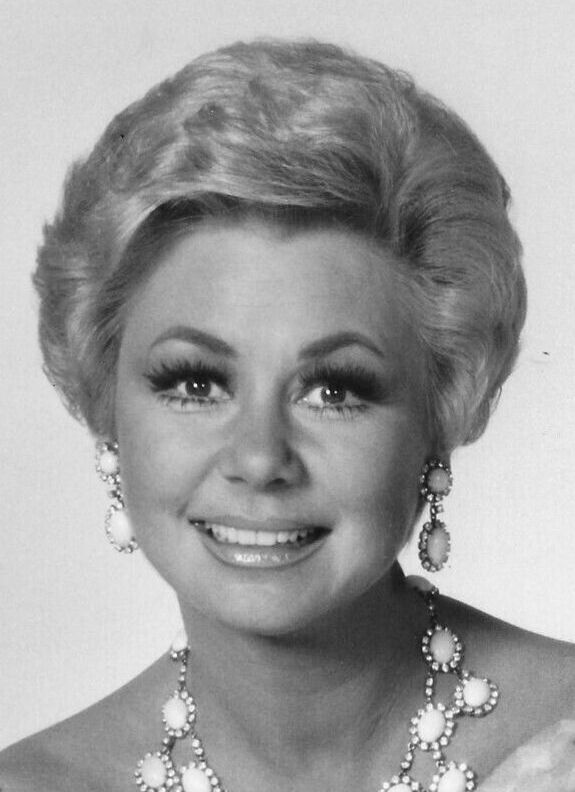
Mitzi Gaynor
17 oktober

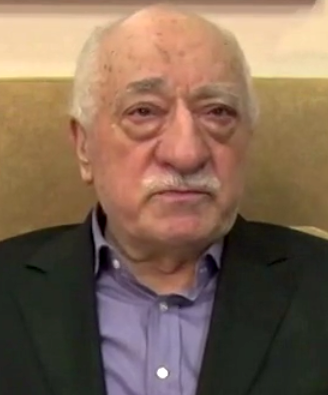
Fethullah Gülen
20 oktober

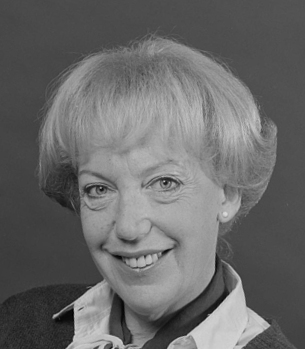
Flory Anstadt
21 oktober

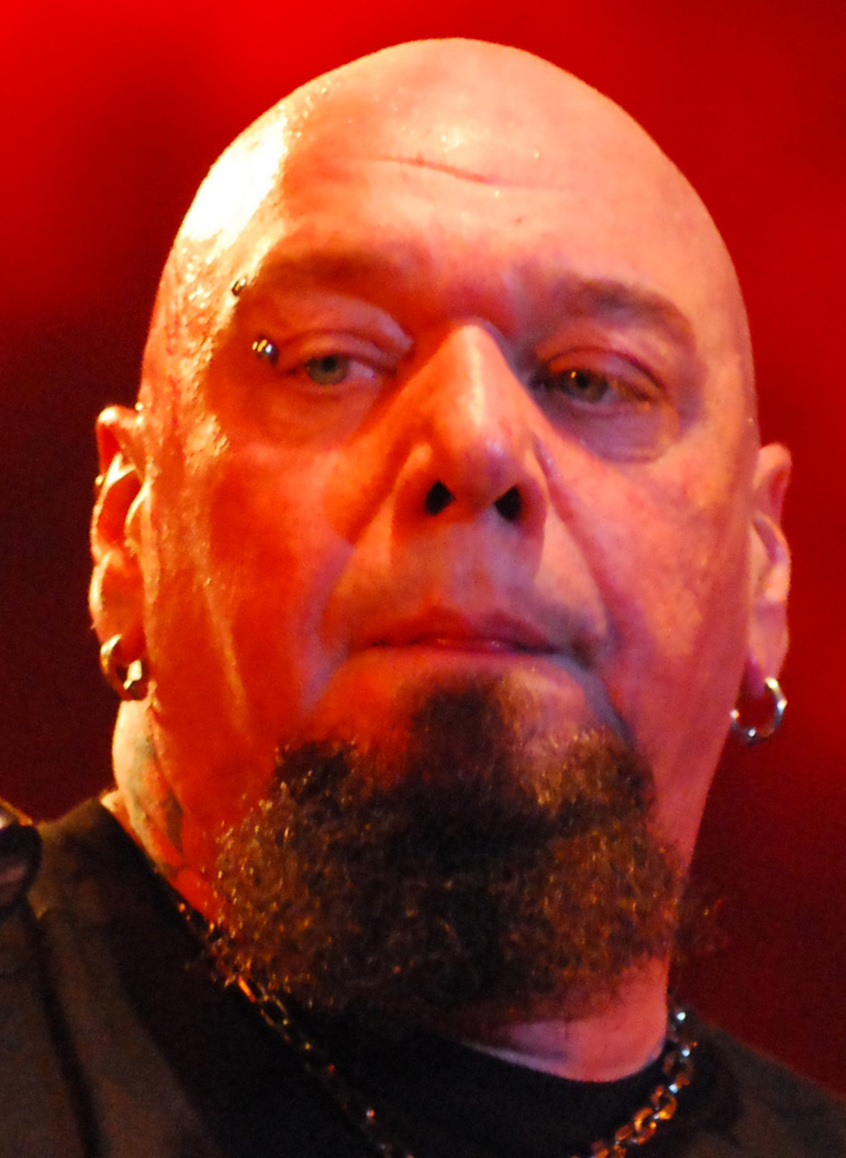
Paul Di'Anno
21 oktober

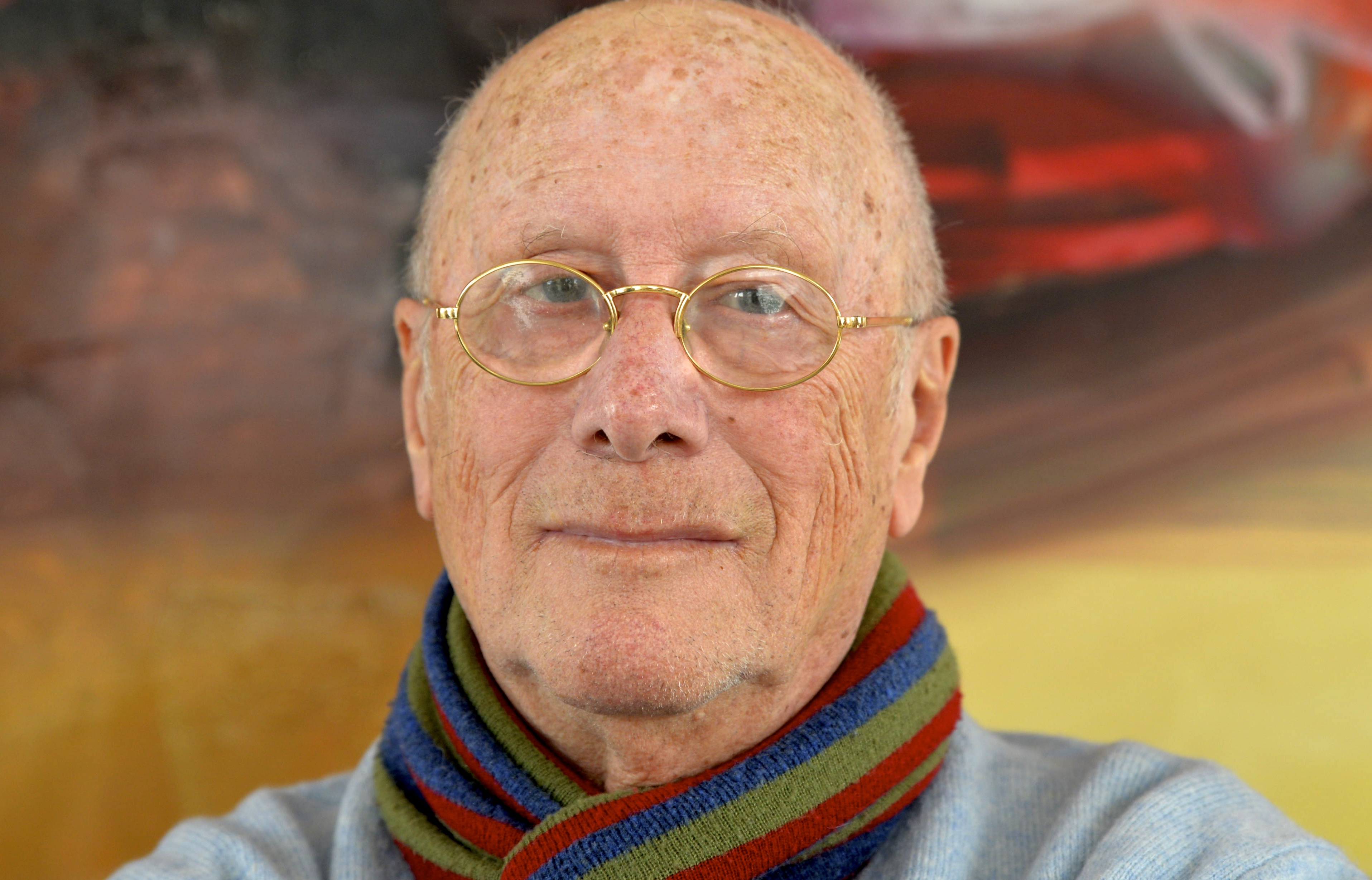
Stef Meeder
23 oktober

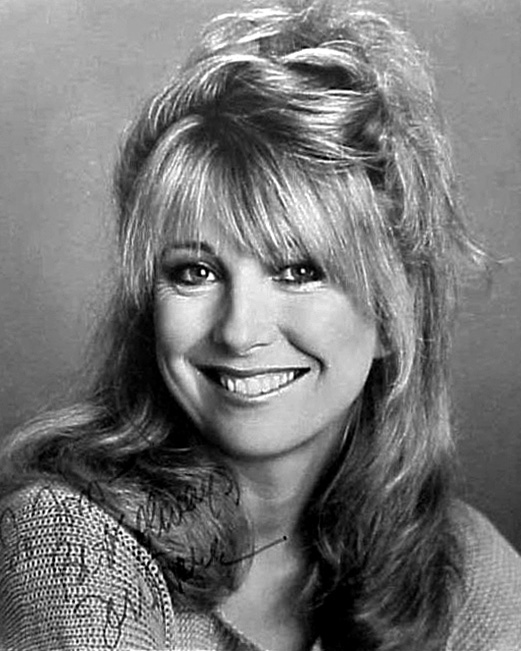
Teri Garr
29 oktober

| 1 | 2 | 3 | 4 | 5 | 6 | 7 | 8 | 9 | 10 | 11 | 12 | 13 | 14 | 15 | 16 | 17 | 18 | 19 | 20 | 21 | 22 | 23 | 24 | 25 | 26 | 27 | 28 | 29 | 30 | 31 |
| - | - | - | - | - | - | - | - | - | -- | -- | -- | -- | -- | -- | -- | -- | -- | -- | -- | -- | -- | -- | -- | -- | -- | -- | -- | -- | -- | -- |

### 1 oktober
- Denílson (Denílson Custódio Machado) (81), Braziliaans voetballer[1]
- Dina Kathelyn (90), Belgisch illustratrice, kunstschilder, inkleurder van strips en (kinderboeken)schrijfster[2][3]
- Peter-Jörg Splettstößer (86), Duits kunstschilder[4]

### 2 oktober
- Susie Berning (83), Amerikaans golfster[5]
- Guido Carlesi (87), Italiaans wielrenner[6]
- Rüdiger Henning (80), Duits roeier[7]
- Piet Jager (90), Nederlands voetballer[8]
- Pablo Nahar (72), Surinaams jazzmusicus[9]
- Martin Schröder (93), Nederlands luchtvaartondernemer[10]
- Klaas van der Zwaag (69), Nederlands theoloog en journalist[11]

### 3 oktober
- Michel Blanc (72), Frans acteur, scenarioschrijver en filmregisseur[12]
- Pierre Christin (86), Frans striptekenaar[13]
- Hashem Safieddine (60), Libanees politicus[14]
- Nol Vonk (72), Nederlands kunstenaar[15]

### 4 oktober
- Samson Kandie (53), Keniaans marathonloper[16]
- Anatolij Konkov (75), Oekraïens voetballer en trainer[17]
- Marlon Pérez (48), Colombiaans wielrenner[18]

### 5 oktober
- Willem van Batenburg (82), Nederlands filmmaker[19]
- Brenda Froyen (46), Belgisch auteur en activiste[20][21]
- Ado Hamelryck (82), Belgisch kunstenaar[22]
- Eugène Honée (90), Nederlands hoogleraar en theoloog[23]
- Naima Lamcharki (81), Marokkaans actrice[24]
- Ifigenia Martínez (99), Mexicaans politica en econoom[25]
- Mimis Plessas (99), Grieks pianist en componist[26]
- Brik Van Dyck (52), Belgisch acteur[27]

### 6 oktober
- Kipyegon Bett (26), Keniaans atleet[28]
- Johnny Neel (70), Amerikaans muzikant[29]
- Johan Neeskens (73), Nederlands voetballer en voetbaltrainer[30]

### 7 oktober
- Pius Engelbert (87), Duits abt en kerkhistoricus[31]
- Emilio Gabaglio (87), Italiaans vakbondsbestuurder[32]
- Hans van Hemert (79), Nederlands muziekproducent, componist en songwriter[33]
- Cissy Houston (91), Amerikaans zangeres[34]
- Marten Koopmans (85), Nederlands politicus[35]
- Recai Kutan (94), Turks politicus[36]
- Nicholas Pryor (Nicholas Probst) (89), Amerikaans acteur[37]

### 8 oktober
- André Jobin (96), Zwitsers striptekenaar[38]
- Tim Johnson (77), Amerikaans politicus[39]
- Aart Moerkerken (77), Nederlands predikant[40]
- Wu Bangguo (83), Chinees politicus[41]

### 9 oktober
- George Baldock (31), Engels-Grieks voetballer[42]
- Dieter Burdenski (73), Duits voetballer[43]
- Lily Ebert (100), Hongaars schrijfster en Holocaust-overlevende[44]
- Hugo Koolschijn (77), Nederlands acteur[45]
- Hadriaan van Nes (82), Nederlands roeier[46]
- Leif Segerstam (80), Fins dirigent en componist[47]
- Ratan Naval Tata (86), Indiaas zakenman en filantroop[48]

### 10 oktober
- Peter Cormack (78), Schots voetballer[49]
- Ethel Kennedy (96), Amerikaans mensenrechtenactiviste[50]
- Jaap Koelewijn (68), Nederlands econoom en columnist[51]

### 11 oktober
- Ruchama Noorda (45), Nederlands kunstenares[52]
- Vicente Juan Segura (69), Spaans bisschop[53]

### 12 oktober
- Ka (Kaseem Ryan) (52), Amerikaans rapper en muziekproducent[54]
- Lilly Ledbetter (86), Amerikaans activiste[55]
- Alex Salmond (69), Brits (Schots) politicus[56]

### 13 oktober
- Dominiq Fournal (68), Belgisch beeldend kunstenaar, schilder en fotograaf[57]
- Judith de Kom (93), Nederlands-Surinaams activiste en romanschrijfster[58]
- Chris Rehorst (77), Nederlands kunsthistoricus[59]

### 14 oktober
- Willi Girmes (68), Duits partyzanger en entertainer[60]
- Philip Zimbardo (91), Amerikaans psycholoog[61]
- Janet Nelson (82), Brits historicus[62]

### 15 oktober
- E. Allen Emerson (70), Amerikaans informaticus[63]
- Belaïd Lacarne (83), Algerijns voetbalscheidsrechter[64]
- Saimin Redjosentono (83), Surinaams politicus[65]
- Joop Steenbergen (87), Nederlands ondernemer[66]
- Peter Luther (85), Duits Olympisch springruiter[67]

### 16 oktober
- Marie-Christiane de Corswarem (90), Belgisch bestuurder[68]
- Liam Payne (31),  Brits singer-songwriter[69]
- Yahya Sinwar (61), Palestijns politicus[70]

### 17 oktober
- Emile Daems (86), Belgisch wielrenner[71]
- Isabelle de Borchgrave (78), Belgisch tekenares en kunstschilderes[72][73]
- Mitzi Gaynor (Francesca von Gerber) (93), Amerikaans actrice, zangeres en danseres[74]
- Vasso Papandréou (79), Grieks politica[75]
- Andrew Schally (97), Pools-Amerikaans endocrinoloog en Nobelprijswinnaar[76]

### 18 oktober
- Heinz Aldinger (91), Duits voetbalscheidsrechter[77][78]
- Herman Selleslags (86), Belgisch fotograaf[79]

### 19 oktober
- Thelma Mothershed-Wair (83), Amerikaans mensenrechtenactiviste[80]
- Sim Van der Ryn (89), Nederlands-Amerikaans architect[81]

### 20 oktober
- Eugenio Dal Corso (85), Italiaans kardinaal[82]
- Barbara Dane (Barbara Spillman) (97), Amerikaans zangeres[83]
- Peter Gorissen (69), Belgisch acteur[84]
- Fethullah Gülen (83), Turks islamitisch geestelijke en geleerde[85]
- Michael Newman (68), Amerikaans acteur[86]
- Janusz Olejniczak (72), Pools pianist[87]

### 21 oktober
- Flory Anstadt (95), Nederlands programmamaakster en televisieregisseuse[88]
- Paul Di’Anno (Paul Andrews) (66), Brits zanger[89]
- Mimi Hines (91), Canadees actrice en zangeres[90]
- Lammert Leertouwer (92), Nederlands theoloog[91]

### 22 oktober
- Elizabeth Francis (115), Amerikaans supereeuwelinge[92]
- Gustavo Gutiérrez (96), Peruaans priester en theoloog[93]
- Lynda Obst (74), Amerikaans film- en televisieproducente en schrijfster[94]

### 23 oktober
- Hama Amadou (74), Nigerees politicus[95]
- Geoff Capes (75), Brits krachtsporter[96]
- Leon Cooper (94), Amerikaans natuurkundige en Nobelprijswinnaar[97]
- Gustavo Adolfo Espina Salguero (77), Guatemalteeks politicus[98]
- Gary Indiana (74), Amerikaans schrijver[99]
- Mirjana Irosch (84), Oostenrijkse opera- en operettezangeres[100]
- Jack Jones (86), Amerikaans zanger[101]
- Stef Meeder (89), Nederlands organist[102]
- Coen Niesten (86), Nederlands wielrenner[103]
- Hugo Weckx (89), Belgisch politicus[104][105]

### 24 oktober
- Abdelaziz Barrada (35), Marokkaans voetballer[106]
- Jeri Taylor (86), Amerikaans televisieproducent en scenarioschrijver[107]

### 25 oktober
- Wolfgang Abel (65), Duits-Italiaans seriemoordenaar[108]
- Tommy Callaghan (79), Schots voetballer[109]
- David Harris (75), Amerikaans acteur[110]
- Phil Lesh (84), Amerikaans bassist[111]
- Zé Carlos (56), Braziliaans voetballer[112]

### 26 oktober
- Holden Trent (25), Amerikaans voetballer[113]

### 27 oktober
- Albert Blees (62), Nederlands schaker[114]
- Hans Kemna (84), Nederlands casting-director[115]
- Yaacov Turner (89), Israëlisch politicus[116]
- Bennie Dee Warner (89), Liberiaans politicus en bisschop[117]

### 28 oktober
- Cécile Goor-Eyben (101), Belgisch politica[118]
- François Laruelle (87), Frans filosoof[119]
- Renato Martino (91), Italiaans kardinaal[120]
- Valeri Meshkov (79), Russisch kunstschaatser[121]
- Manuel "Guajiro" Mirabal (91), Cubaans trompettist[122]
- Kazuo Umezu (88), Japans mangakunstenaar[123]

### 29 oktober
- Teri Garr (79), Amerikaans actrice[124]
- Rayda Jacobs (77), Zuid-Afrikaans schrijfster en filmregisseuse[125]

### 30 oktober
- Pedro Sarmiento (68), Colombiaans voetballer en voetbaltrainer[126]

### 31 oktober
- Greg Hildebrandt (85), Amerikaans illustrator[127]
- Trevor Whymark (74), Engels voetballer[128]

### Datum onbekend
- Annelie Ehrhardt (74), Oost-Duits atlete[129]
- Allard Jolles (66), Nederlands architectuurhistoricus en popmuzikant[130]
- Arjan Jagt (58), Nederlands wielrenner[131]
- Annie van Harten (102), Nederlandse verzetsstrijdster[132]

januari· februari· maart· april· mei· juni· juli· augustus· september· oktober· november· december
1900 ·
1901 ·
1902 ·
1903 ·
1904 ·
1905 ·
1906 ·
1907 ·
1908 ·
1909 ·
1910 ·
1911 ·
1912 ·
1913 ·
1914 ·
1915 ·
1916 ·
1917 ·
1918 ·
1919 ·
1920 ·
1921 ·
1922 ·
1923 ·
1924 ·
1925 ·
1926 ·
1927 ·
1928 ·
1929 ·
1930 ·
1931 ·
1932 ·
1933 ·
1934 ·
1935 ·
1936 ·
1937 ·
1938 ·
1939 ·
1940 ·
1941 ·
1942 ·
1943 ·
1944 ·
1945 ·
1946 ·
1947 ·
1948 ·
1949 ·
1950 ·
1951 ·
1952 ·
1953 ·
1954 ·
1955 ·
1956 ·
1957 ·
1958 ·
1959 ·
1960 ·
1961 ·
1962 ·
1963 ·
1964 ·
1965 ·
1966 ·
1967 ·
1968 ·
1969 ·
1970 ·
1971 ·
1972 ·
1973 ·
1974 ·
1975 ·
1976 ·
1977 ·
1978 ·
1979 ·
1980 ·
1981 ·
1982 ·
1983 ·
1984 ·
1985 ·
1986 ·
1987 ·
1988 ·
1989 ·
1990 ·
1991 ·
1992 ·
1993 ·
1994 ·
1995 ·
1996 ·
1997 ·
1998 ·
1999 ·
2000 ·
2001 ·
2002 ·
2003 ·
2004 ·
2005 ·
2006 ·
2007 ·
2008 ·
2009 ·
2010 ·
2011 ·
2012 ·
2013 ·
2014 ·
2015 ·
2016 ·
2017 ·
2018 ·
2019 ·
2020 ·
2021 ·
2022 ·
2023 ·
2024 ·
2025